# Paramarbla hemileuca
Paramarbla hemileuca är en fjärilsart som beskrevs av Hans Rebel 1914. Paramarbla hemileuca ingår i släktet Paramarbla och familjen tofsspinnare. Inga underarter finns listade i Catalogue of Life.